# Lista över naturreservat i Hallands län
Detta är en lista över naturreservat i Hallands län, sorterade efter kommun.

## Falkenbergs kommun
- Bengtesgårds äng
- Bergs naturskog
- Björka naturreservat (överklagat 2024)
- Björkekullens naturreservat
- Boa naturreservat
- Digesgårds naturreservat
- Fegen
- Floastad
- Frodeparkens naturreservat
- Grimsholmens naturreservat
- Fylleklevs naturreservat
- Halvöns naturreservat
- Hjärtareds naturreservat
- Hällarps naturreservat
- Klintamossens naturreservat
- Kålabro naturreservat
- Kättebo naturreservat
- Lysegårdsmossens naturreservat
- Mjällbjärs naturreservat
- Morups Tånge
- Musåns naturreservat
- Myskebackarnas naturreservat
- Näktergalslundens naturreservat
- Påvadalens naturreservat
- Siks naturreservat
- Sjöreds naturreservat
- Skallabjärets naturreservat
- Skattagårds naturreservat
- Skipås naturreservat
- Skogens naturreservat
- Smörkullens naturreservat
- Steningekusten
- Sumpafallens naturreservat
- Suseån
- Suseån-Hult
- Ullarps naturreservat
- Uvbjärs naturreservat
- Vesslunda naturreservat
- Vinbergs naturreservat
- Yttra Bergs naturreservat
- Yxsjölidens naturreservat
- Åkulla bokskogar
- Älmebjärs naturreservat

## Halmstads kommun
- Alenäs naturreservat
- Alets naturreservat
- Almebergets naturreservat
- Biskopstorps naturreservat
- Bockalts naturreservat
- Bohults naturreservat
- Bröda naturreservat
- Brödens naturreservat
- Danska fall
- Eketånga naturreservat
- Enets naturreservat
- Finnsboskogen
- Fylleåns dalgångs naturreservat
- Fäberga naturreservat
- Getabäckens naturreservat
- Gullbranna naturreservat
- Gårdshults naturreservat
- Hagöns naturreservat
- Haverdals naturreservat
- Hule (norra)
- Hule (södra)
- Hyltans naturreservat
- Hålldammsknattarnas naturreservat
- Hällebergets naturreservat
- Keddaböke naturreservat
- Kungsladugården Biskopstorp
- Kvarnabergets naturreservat
- Kvarnsjöskogen
- Lillared-Klövaberget
- Långhultamyrens naturreservat
- Mannarps naturreservat
- Mogölsmyrens naturreservat
- Möllegårds naturreservat
- Nissaströms naturreservat
- Porsbjärs naturreservat
- Rågetaåsens naturreservat
- Råmebo naturreservat
- Skipås naturreservat
- Skrockebergs naturreservat
- Skårebo naturreservat
- Spenshult
- Stavsbjärs naturreservat
- Steningekusten
- Stövlabergets naturreservat
- Sundsholms naturreservat
- Suseån
- Sutarebo naturreservat
- Svarta klippans naturreservat
- Särdals naturreservat
- Söderängarnas naturreservat
- Södra Sutarebo naturreservat
- Timrilt naturreservat
- Trönninge ängar
- Tylön
- Tönnersa naturreservat
- Ullasjöbäckens naturreservat
- Vapnö mosses naturreservat
- Veka (norra)
- Veka (södra)
- Vilshärads naturreservat
- Virsehatts naturreservat
- Årnarps naturreservat
- Övraböke naturreservat

## Hylte kommun
- Gassbo naturreservat
- Hastaböke naturreservat
- Hinnakullsbergs naturreservat
- Hägnens naturreservat
- Kloö naturreservat
- Lintalunds naturreservat
- Lunnamossens naturreservat
- Mogölsmyrens naturreservat
- Mårås naturreservat
- Sikö naturreservat
- Sjö naturreservat
- Skubbhults naturreservat
- Tira öar
- Yamossens naturreservat
- Älmö naturreservat
- Ödegärdets naturreservat

## Kungsbacka kommun
- Fjärås Bräcka
- Gäddeviks naturreservat
- Hållsundsudde-Sönnerbergen
- Hördalens naturreservat
- Kedholmens naturreservat
- Kungsbackafjordens naturreservat
- Malöns naturreservat
- Nidingen
- Näsbokroks naturreservat
- Oxhagens naturreservat
- Salvebo naturreservat
- Sandsjöbacka
- Skoga naturreservat
- Svängehallar-Fjärehals
- Särö västerskog
- Tjuadal
- Vallda Sandö
- Öxared

## Laholms kommun
- Björsåkra-Bölinge
- Blåalts naturreservat
- Bölarps naturreservat
- Ekereds naturreservat
- Göstorps skog
- Hollandsbjärs naturreservat
- Hökafältets naturreservat
- Ingvarsbyggets naturreservat
- Karsefors naturreservat
- Knutstorps naturreservat
- Matkroksmossens naturreservat
- Musikedalens naturreservat
- Mästocka ljunghed
- Norra Skummeslövs naturreservat
- Osbecks bokskogar
- Oxhults naturreservat
- Pennebo naturreservat
- Prästaskogens naturreservat, Laholms kommun
- Rönnö naturreservat (Hallands län)
- Skogsgård
- Smedjeån Skönhults naturreservat
- Smedjeåns naturreservat
- Stensån Äspered
- Storemosse naturreservat
- Södra Skummeslövs naturreservat
- Svinamadsbäckens naturreservat
- Svarvareskogens naturreservat
- Såghuslunds naturreservat
- Söderskogens naturreservat
- Södra Skummeslövs naturreservat
- Tjuvhultskärrets naturreservat
- Tjärby naturreservat
- Tygareds naturreservat
- Tönnersa naturreservat
- Veinge pastoratskog
- Vessinge sandhedar
- Vindrarps naturreservat
- Vännets naturreservat
- Västralts naturreservat
- Åsbyggets naturreservat
- Åstarpe mosses naturreservat
- Övragårds naturreservat

## Varbergs kommun
- Balgö naturvårdsområde
- Biskopshagens naturreservat
- Gamla Köpstad Norra
- Gamla Köpstad Södra
- Gamla Varbergs naturreservat
- Getteröns naturreservat
- Gässlösa naturreservat
- Hallagårdens naturreservat
- Himmelsbergs naturreservat
- Hjörne naturreservat
- Hovgård (naturreservat)
- Joastorps naturreservat
- Jällsjö
- Karlsviks naturreservat
- Lapparetorpets naturreservat
- Långanskogens naturreservat
- Mjällbjärs naturreservat
- Märkedalens naturreservat
- Nabbens naturreservat
- Näsnabbens naturreservat
- Prästgårdsåsens naturreservat
- Siks naturreservat
- Skogsbo naturreservat
- Skärbäcks naturreservat
- Skärte naturreservat
- Slättagärde naturreservat
- Stackenäs naturreservat
- Stora Drängabjärs naturreservat
- Toppbjärs naturreservat
- Utteros naturreservat
- Valaklitts naturreservat
- Vendelsöarnas naturreservat
- Västra Getteröns naturreservat
- Åkrabergs naturreservat
- Åkullabokets naturreservat
- Åkulla bokskogar
- Årnäsuddens naturreservat
- Övre Lia naturreservat